# Joe Hill (pisarz)
Joe Hill, właśc. Joseph Hillstorm King (ur. 4 czerwca 1972) – amerykański pisarz horrorów i scenarzysta komiksowy, syn Stephena Kinga.

## Życiorys
Debiutował w 1997 roku opowiadaniem The Lady Rests. Pierwsza książka Hilla, zbiór opowiadań Upiory XX wieku, zyskała bardzo dobre opinie wśród czytelników i krytyków, zdobyła  nagrody Brama Stokera i British Fantasy Award. Gdy autor ogłosił, że pracuje nad pierwszą powieścią (Pudełko w kształcie serca), wytwórnia Warner Bros. nabyła prawa do ekranizacji. Wtedy autor ujawnił swoje prawdziwe nazwisko, wcześniej posługiwał się pierwszym i drugim imieniem, by nie sądzono, że wykorzystuje sławę ojca. Kolejnym wyróżnieniem pisarza jest nominacja do Nagrody im. Shirley Jackson (ang. Shirley Jackson Awards) w kategorii krótka nowela za opowiadanie Thumbprint.
W 1982 roku Joe Hill wystąpił razem z ojcem w filmie George’a A. Romero Koszmarne opowieści.
Joe Hill na razie tylko raz współpracował ze sławnym ojcem. Razem napisali nowelę Throttle zamieszczoną w antologii poświęconej twórczości Richarda Mathesona. Jest to ich wersja opowiadania Duel Mathesona.
Joe Hill ma żonę Leonardę i trzech synów. Mieszka w New Hampshire.

## Twórczość

### Powieści
- 2007 – Pudełko w kształcie serca(inne języki) (Heart-Shaped Box)
- 2010 – Rogi(inne języki) (Horns)
- 2013 – NOS4A2
- 2017 – Strażak
- 2018 – Dziwna pogoda

### Zbiory opowiadań
- 2006 – Upiory XX wieku(inne języki) (20th Century Ghosts)
  - Najlepszy nowy horror (Best New Horror)
  - Duch XX wieku (20th Century Ghost)
  - Pop Art (Pop Art)
  - Usłyszysz śpiew szarańczy (You Will Hear the Locust Sing)
  - Synowie Abrahama (Abraham’s Boys)
  - Lepiej niż w domu (Better than Home)
  - Czarny telefon (The Black Phone)
  - Między metami (In the Rundown)
  - Peleryna (The Cape)
  - Ostatnie tchnienie (Last Breath)
  - Martwe drzewo (Dead-Wood)
  - Śniadanie wdowy (The Widow’s Breakfast)
  - Bobby Conroy wraca z zaświatów (Bobby Conroy Comes Back from the Dead)
  - Maska mojego ojca (My Father’s Mask)
  - Dobrowolne zamknięcie (Voluntary Committal)
- 2017 – Dziwna pogoda(inne języki) (Strange Weather)
- 2019 – Gaz do dechy (Full Throttle: Stories)

### Pozostałe opowiadania
- The Black Phone: The Missing Chapter
- Collaborators
- Fanboyz
- Jude Confronts Global Warming
- The Lady Rests
- The Saved
- Scheherazade’s Typewriter
- Thumbprint

### Wspólnie z ojcem
- 2009 – Throttle – nowela zamieszczona w antologii He Is Legend: Celebrating Richard Matheson

### Komiksy
- Locke & Key
  - 2008 – Seria 1: Welcome To Lovecraft
    - liczba zeszytów: 6
    - scenariusz: Joe Hill
    - rysunki: Gabriel Rodriguez

## Nagrody
- 2006 – Nagroda Brama Stokera za rok 2005 w kategorii Długie opowiadanie za opowiadanie Best New Horror
- 2006 – nagroda International Horror Guild(inne języki) za zbiór opowiadań Upiory XX wieku
- 2006 – Nagroda Williama L. Crawforda za Upiory XX wieku
- 2007 – nagroda Locusa w kategorii debiut powieściowy za Pudełko w kształcie serca
- 2008 – wyróżnienie Nagroda Brama Stokera w kategorii Najlepszy debiut powieściowy za Pudełko w kształcie serca
- 2008 – wyróżnienie Nagroda Brama Stokera w kategorii Najlepsza powieść za Pudełko w kształcie serca
- 2008 – nominacja Audie award(inne języki) w kategorii najlepszy zbiór opowiadań za audiobook Upiory XX wieku
- 2008 – nominacja Audie award(inne języki) w kategorii thriller/suspens za audiobook Pudełko w kształcie serca
- 2008 – Nagroda Brama Stokera za Pudełko w kształcie serca
- 2008 – Nagroda Imienia Shirley Jackson za opowiadanie Thumbprint